# Stabat Mater (art)
Pour les articles homonymes, voir Stabat Mater (homonymie).

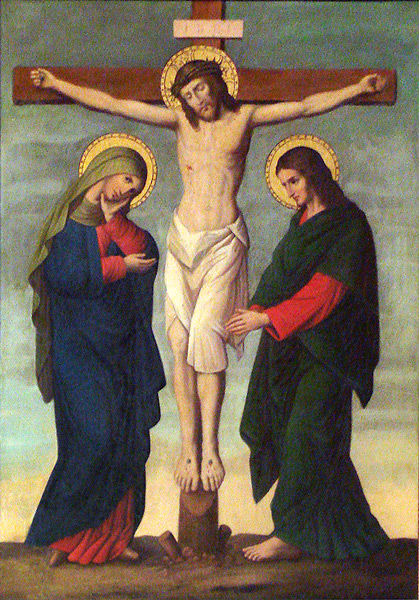
Stabat Mater, XIXe siècle, Porto Alegre, Brésil.

Stabat Mater (en latin « la mère se tenait ») est un thème de l'iconographie chrétienne représentant la scène de la crucifixion dans laquelle Marie et l'apôtre Jean se tiennent chacun d'un côté de la croix.

## Description
Seuls Jésus, Marie et de Jean sont présents dans cette représentation de la Crucifixion. Ils se tiennent debout au pied de la croix, chacun d'un côté de Jésus. La Vierge Marie se tient presque toujours à droite de son fils Jésus, avec l'apôtre Jean à la gauche de Jésus.
Cette représentation de la scène de la crucifixion se distingue de celle du « Christ en croix » dans laquelle le Christ crucifié est représenté seul. Elle se distingue également des autres représentations sur lesquelles figurent de multiples personnages en plus de Marie et de Jean : les Saintes Femmes, des soldats romains, des dignitaires juifs, le bon larron et le mauvais larron crucifés avec Jésus.
Cette caractéristique contraste avec le thème de l'évanouissement de la Vierge, dans lequel la vierge s'évanouit au pied de la croix. Elle n'est visible qu'à partir de la fin de la période médiévale.

## Source
Cette représentation a pour principale source un passage de l'évangile selon Jean, le seul des évangiles canoniques qui mentionne la présence de Marie et de Jean au pied de la croix :

« Près de la croix de Jésus se tenaient sa mère et la sœur de sa mère, Marie, femme de Cléophas, et Marie Madeleine. Jésus, voyant sa mère, et près d’elle le disciple qu’il aimait, dit à sa mère : « Femme, voici ton fils. » Puis il dit au disciple : « Voici ta mère. » Et à partir de cette heure-là, le disciple la prit chez lui. »

— Jn 19, 25-27

## Sept douleurs mariales
L'épisode de Marie se tenant debout au pied de la croix est la cinquième des sept douleurs de Marie, vénérée par les chrétiens comme Notre-Dame des Douleurs.
C'est une des représentations artistiques les plus fréquentes de la Vierge Marie douloureuse avec les thèmes de la Mater Dolorosa (Mère des Douleurs) et de la Pietà. Dans les représentations en Stabat Mater, la Vierge Marie est représentée actrice et spectatrice de la scène, emblème mystique de la foi au Sauveur Crucifié. Figure idéale, elle est à la fois mère du Christ et Église personnifiée.

## Hymne marial
Les représentations peuvent être associées aux trois premières lignes de l'hymne marial Stabat Mater:

« Stabat Mater dolorosa

Juxta crucem lacrimosa,

dum pendebat Filius »

## Autres utilisations
On retrouve également le concept dans d'autres modèles, comme la médaille miraculeuse et la croix mariale. La Médaille Miraculeuse de Sainte Catherine Labouré, datant du XIXe siècle, comprend la lettre M, représentant la Vierge Marie sous la Croix.
La Croix Mariale est également utilisée dans les armoiries du pape Jean-Paul II, à propos desquelles le journal du Vatican, L'Osservatore Romano, déclarait en 1978 : « la grande et majestueuse capitale M rappelle la présence de la Vierge sous la croix et sa participation exceptionnelle au mystère qu'est la Redemption ».

## Galerie

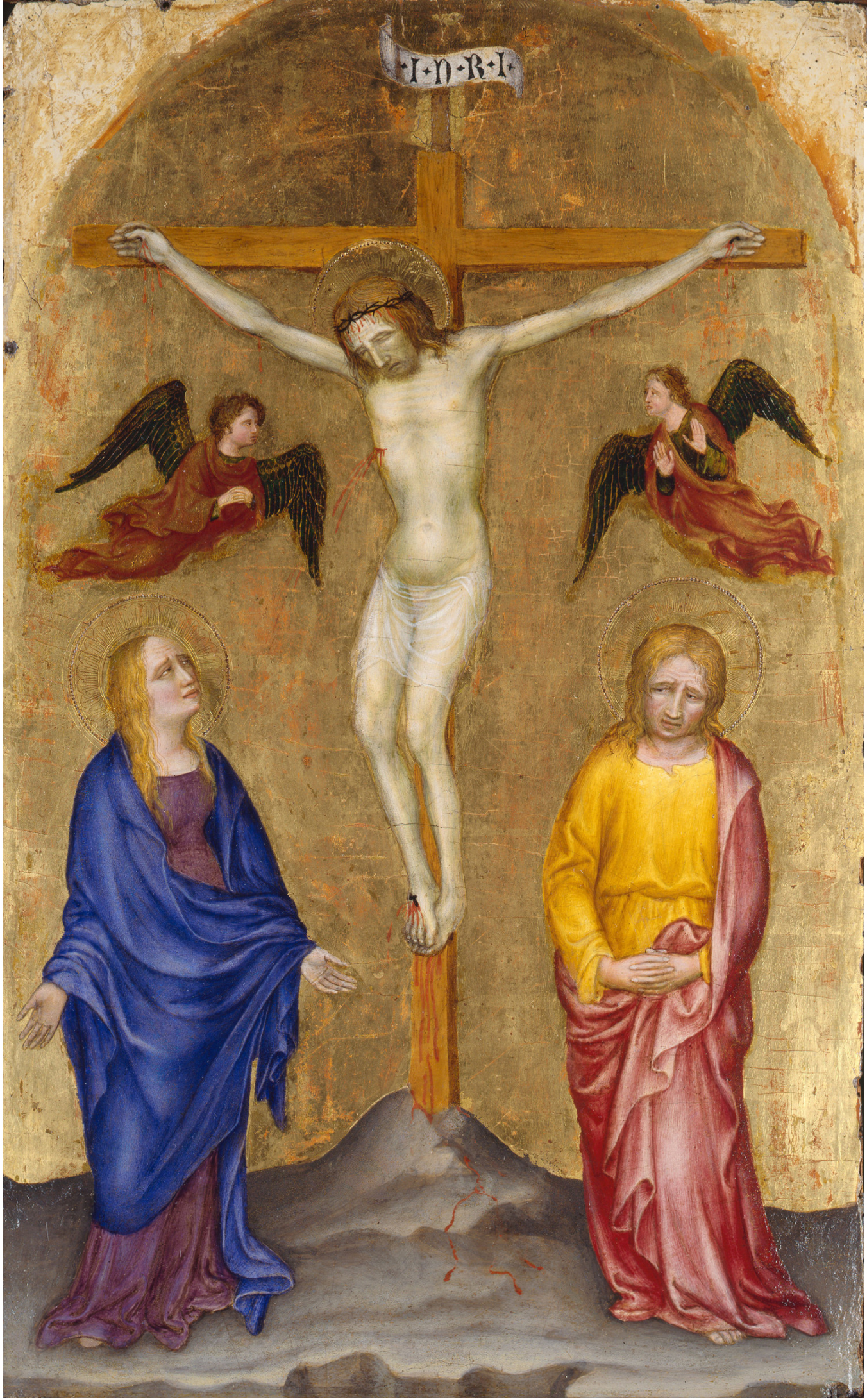
Gentile da Fabriano, v. 1400–1410
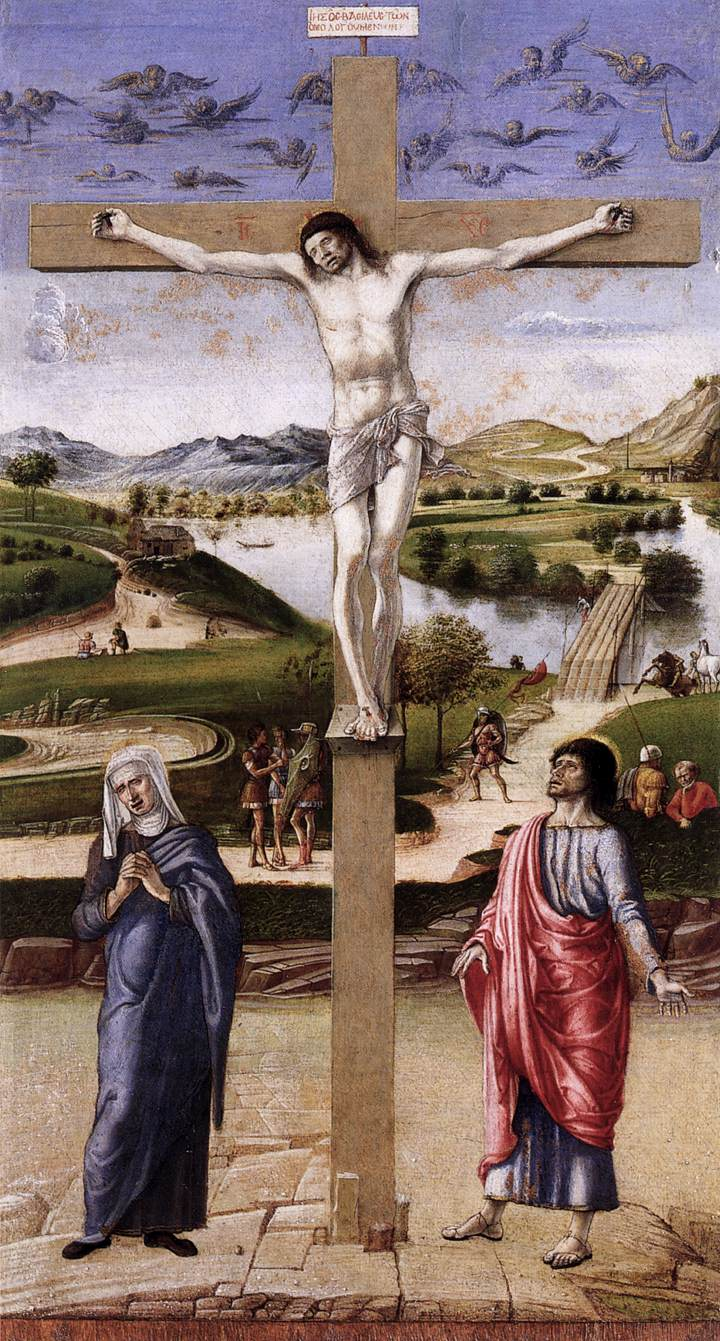
Giovanni Bellini, 1455
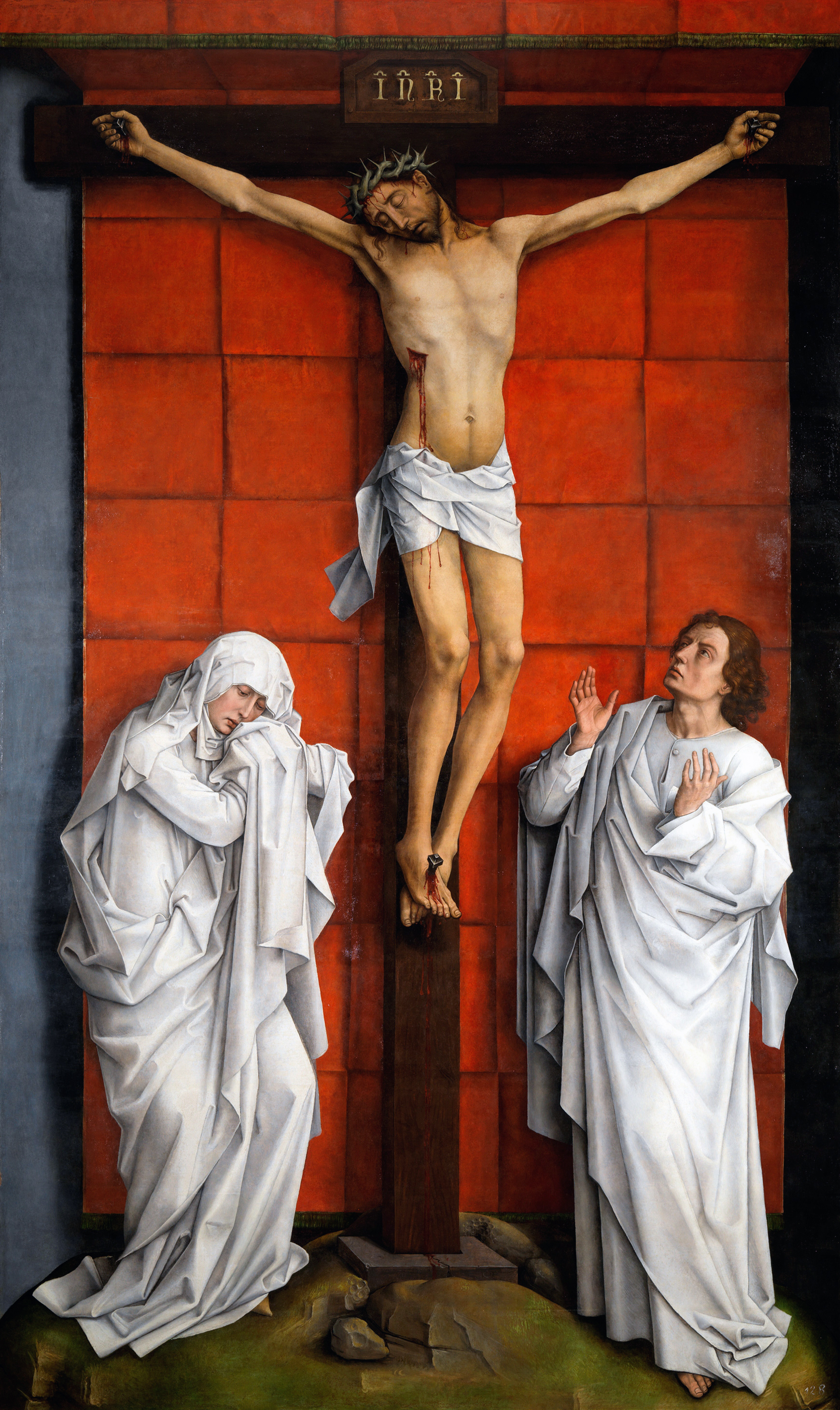
Rogier van der Weyden, v. 1460
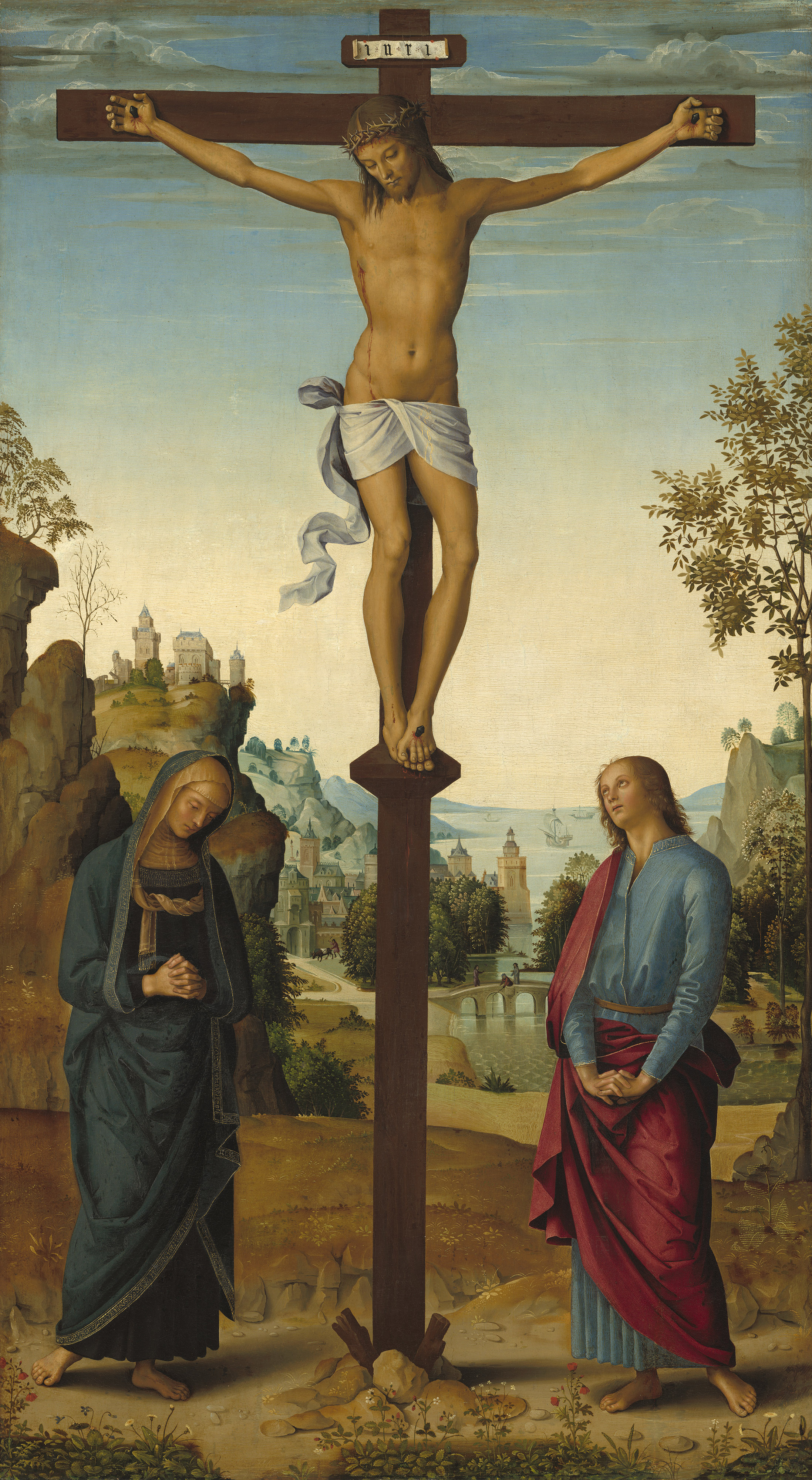
Le Pérugin, v. 1482
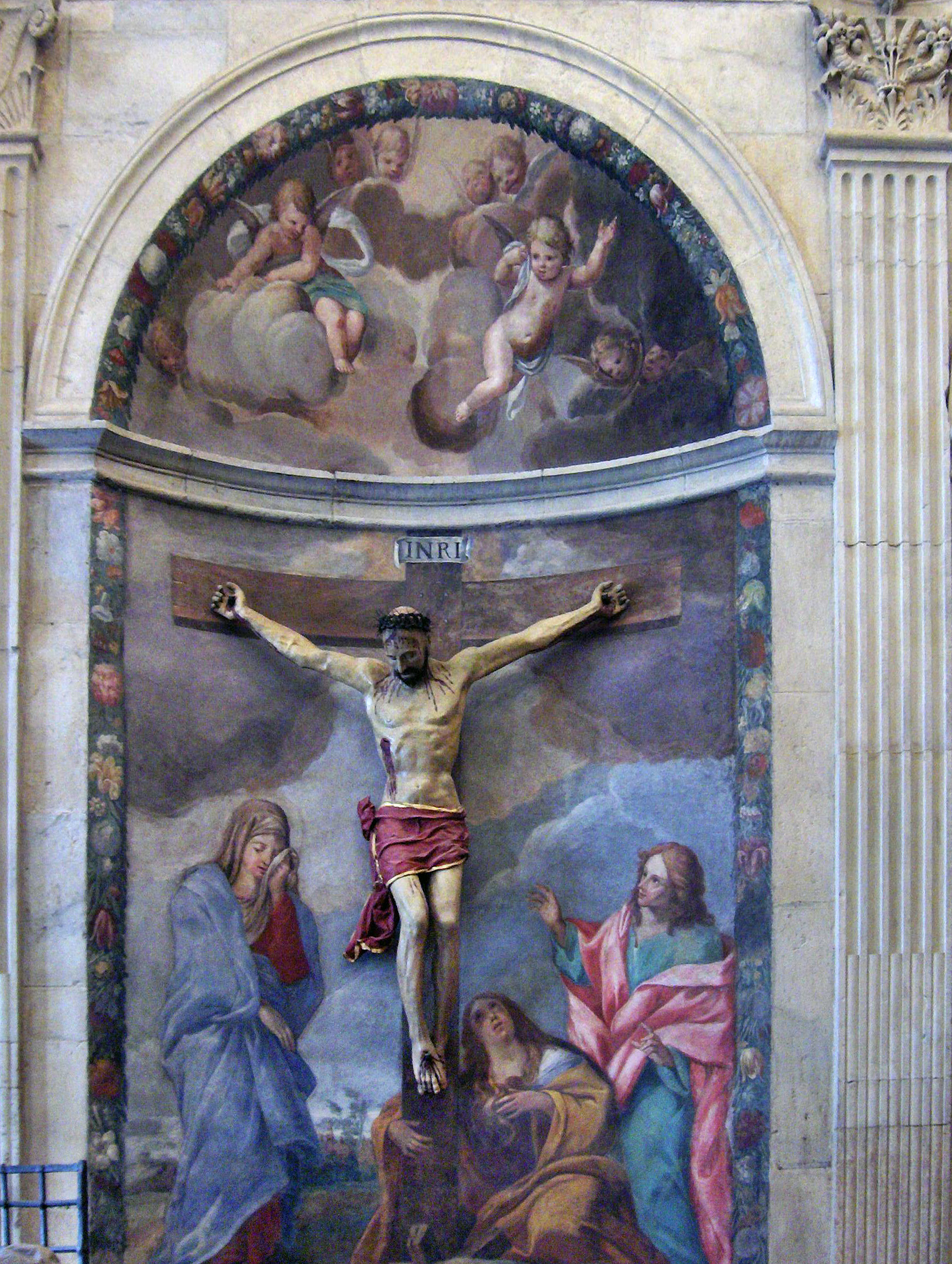
Noël Quillerier, Oratorio della Nunziatella, Foligno, Italie, 1625-1626
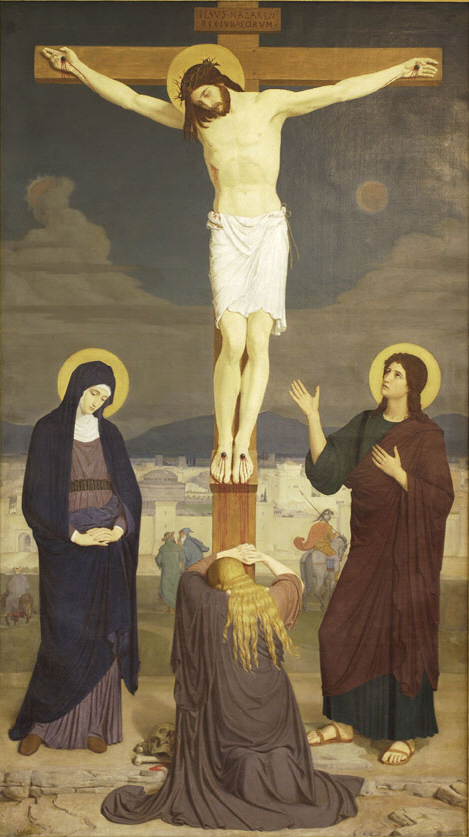
Gabriel Wuger, Stabat Mater, 1868

## Voir également
- Stabat Mater
- Représentation de la Crucifixion
- Vierge Marie dans l'art
- Jésus-Christ dans l'art
- Pietà
- Déploration du Christ